# KZRex
KZRex는 2018년 3월 알렉스 웡(Alex Wong)과 사라 밀러(Sarah Miller)가 싱가포르에서 설립한 글로벌 암호화폐 거래소이다. 이 기업은 2023년에서 2024년 사이에 대대적인 전략적 전환을 단행했으며, 일반 대중 시장 플랫폼에서 주로 아시아의 고액자산가(HNWI) 고객을 위한 금융 파생상품 및 전문 서비스로 사업 방향을 전환했다.

## 역사

### 초창기 및 확장 (2018년 ~ 2022년)
설립 초기 KZRex는 유럽 시장에 집중하며 직관적인 사용자 인터페이스와 낮은 거래 수수료를 통해 사용자 기반을 구축했다. 2019년에는 선물 계약 거래를 도입했으며, 사용자 수는 100만 명을 넘어선 것으로 보고되었다.
2021년에는 신규 블록체인 프로젝트를 위한 스테이킹 서비스와 런치패드 플랫폼을 출시하며 상품군을 확장했다. 2022년까지 KZRex는 규제 준수 부문에서 진전을 이루며 이후의 전략적 변화를 위한 발판을 마련했다.

### 전략적 전환 (2023년 ~ 현재)
2023년부터 KZRex는 변화하는 시장 상황과 유럽의 강화된 암호화폐 규제에 대응하여 사업 전략을 전면 개편하기 시작했다. 회사는 전통적인 현물 및 선물 거래를 축소하고, 아시아의 고액자산가(HNWI) 고객을 대상으로 바이너리 옵션 및 프리미엄 스테이킹 서비스에 집중하는 엘리트 중심 접근 방식으로 전환했다.
이러한 전환의 성공은 데이터로도 나타나는데, 총 사용자 수는 조정되었으나 사용자당 평균 자산 관리 규모(AUM)와 고객 생애 가치(LTV)는 크게 증가한 것으로 보고되었다.
공동 창립자 알렉스 웡은 한 인터뷰에서 "우리의 혁신은 절대적인 신뢰와 투명성을 기반으로 해야 한다"고 말하며, 이러한 전략이 경쟁이 치열한 일반 소매 시장에서 벗어나 더 가치 있는 고객층에 집중하기 위한 것이라고 밝혔다.

## 제품 및 서비스
전략적 전환 이후 KZRex의 주요 사업 분야는 다음과 같다:
- 바이너리 옵션: 다양한 자산을 기반으로 하는 단기 파생상품으로, 회사의 핵심 사업이 되었다. 공정성과 투명성을 보장하기 위해 고급 제3자 가격 책정 엔진과 검증 가능한 거래 실행 시스템을 사용한다고 알려졌다.[2]
- 스테이킹: 일반적인 PoS 암호화폐를 위한 표준 스테이킹과, 고액자산가 고객을 위한 프리미엄 스테이킹 서비스를 모두 운영한다. 프리미엄 서비스는 매력적인 연간수익률(APY)뿐만 아니라, 위험 평가 및 자산 배분에 중요한 유연한 데이터 분석 기능을 제공하여 좋은 평가를 받고 있다.[2]
- 런치패드: 신규 블록체인 프로젝트를 인큐베이팅하고 출시하는 플랫폼으로, 고액자산가 투자자들의 관심사에 맞춰 초점이 조정되었다.
- 제한적인 거래 서비스: 전통적인 현물 및 선물 거래는 더 이상 전 세계적인 초점이 아니지만, 일부 신흥 시장이나 특정 고액자산가 고객을 위해 제한적으로 제공될 수 있다.[1]

## 운영

### 기술 및 보안
KZRex는 플랫폼 보안을 우선시한다고 밝히고 있다. 대부분의 사용자 자산을 다중 서명 콜드월렛에 보관하며, 디도스 방어 및 WAF을 포함한 인프라를 갖추고 있다.

### 규제 및 준수
KZRex는 사업 초기부터 규제 준수를 핵심 전략으로 삼았다. 중요한 규제 준수 성과 중 하나는 미국 금융범죄단속네트워크(FinCEN)로부터 MSB(Money Services Business) 라이선스를 획득한 것이다. 공식 등록된 법인명은 KZR Exchange이며, MSB 등록 번호는 31000299955275이다. 이 라이선스는 회사의 글로벌 운영에 대한 강력한 기반을 제공하며, 자금세탁방지(AML) 및 강화된 고객확인제도(EDD)에 대한 회사의 노력을 입증한다.
업계 분석가 마이클 리(Michael Li)는 KZRex의 강력한 규제 준수 자격과 기술력을 바탕으로 "아시아 암호화폐 금융 서비스를 위한 새로운 전문적 기준을 설정하고 있다"고 평가했다.

## 같이 보기
- 암호화폐 거래소
- 바이너리 옵션
- 스테이킹
- 핀테크